# Unité urbaine de Saint-Augustin
L'unité urbaine de Saint-Augustin est une unité urbaine française centrée sur la commune de Saint-Augustin, dans le département de Seine-et-Marne en Île-de-France.

## Données générales
Dans le zonage réalisé par l'Insee en 2010, l'unité urbaine était composée de deux communes.
Dans le nouveau zonage réalisé en 2020, elle est composée des deux mêmes communes.
En 2022, avec 2 352 habitants, elle représente la 51e unité urbaine du département de Seine-et-Marne.
En 2019, sa densité de population s'élève à 179 hab/km2. Par sa superficie, elle ne représente que 0,2 % du territoire départemental et, par sa population, elle regroupe 0,16 % de la population du département de Seine-et-Marne.

## Composition de l'unité urbaine en 2020
Elle est composée des deux communes suivantes :
| Nom                           | Code Insee | Département    | Statut       | Superficie (km2) | Population (dernière pop. légale) | Densité (hab./km2) | Modifier                                    |
| ----------------------------- | ---------- | -------------- | ------------ | ---------------- | --------------------------------- | ------------------ | ------------------------------------------- |
| Saint-Augustin (ville-centre) | 77400      | Seine-et-Marne | ville-centre | 10,37            | 1 865 (2022)                      | 180                | modifier les données · modifier les données |
| Mauperthuis                   | 77281      | Seine-et-Marne | banlieue     | 1,97             | 487 (2022)                        | 247                | modifier les données · modifier les données |

## Évolution démographique
| 1968 | 1975 | 1982  | 1990  | 1999  | 2008  | 2013  | 2019  |
| ---- | ---- | ----- | ----- | ----- | ----- | ----- | ----- |
| 799  | 902  | 1 330 | 1 655 | 1 842 | 2 137 | 2 248 | 2 205 |

#### Données générales
- Unité urbaine
- Aire d'attraction d'une ville
- Aire urbaine (France)
- Liste des unités urbaines de France

#### Données démographiques en rapport avec l'unité urbaine de Saint-Augustin
- Aire d'attraction de Paris
- Arrondissement de Meaux

#### Données démographiques en rapport avec la Seine-et-Marne
- Démographie de Seine-et-Marne